# エレクトロライナー

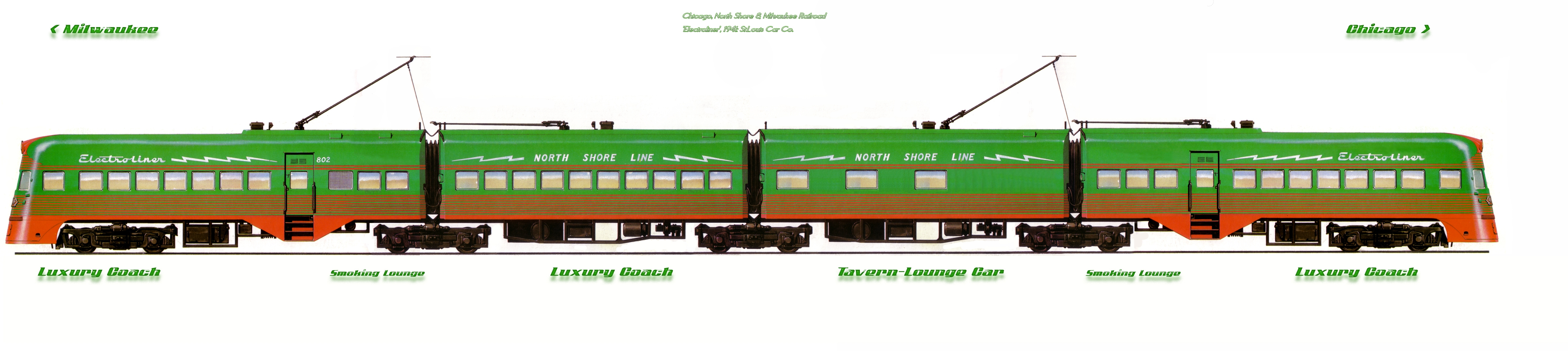
エレクトロライナーのイラスト

エレクトロライナー (Electroliners) は、シカゴ - ミルウォーキー間で営業していたシカゴ・ノースショアー・アンド・ミルウォーキー鉄道（通称：ノースショアー線）で運転された高速急行用インターアーバン電車の名称である。

## 概要

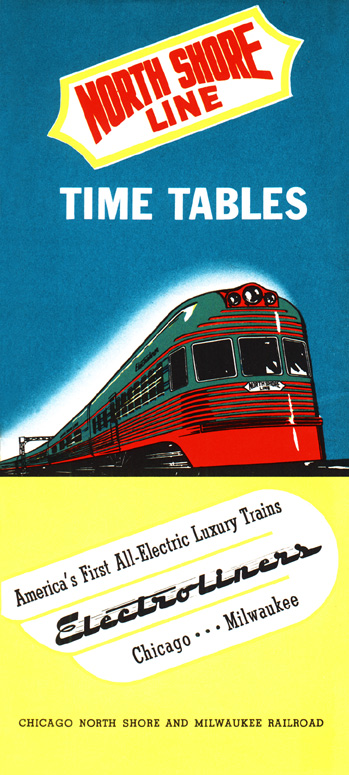
ノースショアー線の時刻表の表紙に描かれたエレクトロライナー

この電車はセントルイス・カー・カンパニーで1941年に製造された4車体連接構造の流線型電車で、電装関係は全てウェスティングハウス社が担当している。その駆動装置にナタール社と共に開発したカルダン駆動の一種である最新式のWN駆動を採用した点が特筆に価する。2編成が製造され、それぞれ801-802、803-804の車両番号が与えられた。

## 運用
流線型の2両の先頭車の間に2両の中間車を挟んだ4両で構成され、各車両間は連接構造となっていた。先頭車は側面の客用扉をはさんで普通席30席と喫煙席10席に分かれていて、トイレも設置されていた。客用扉にはステップがついていて併用軌道上、低床ホーム、高床ホームのいずれでも乗り降りできるようになっていた。中間車は一両は40席の座席車で、もう一両は26席のタバーン・ラウンジカーであった。すべての車両が冷房化されており、これはインターアーバンや路面電車の車両では初めてだった。また、先頭車の連結器は収納式で、牽引時のみ引き出して使用した。
ノースショアー線はシカゴからミルウォーキーを結んでいたが、その間に異なる条件の路線を走行する必要があった。シカゴ・Lやループは高床ホームとなっており、車両限界が狭く急曲線が数多く存在した。ノースショアー線の本線においては時速80マイル（時速130km）以上の速度で走行するできることが求められた。そしてミルウォーキーのターミナル近辺には併用軌道が存在した。エレクトロライナーはこういった要求を満たせるような設計が行われた。
連接構造であったことから連接構造ではない電車に特有の横方向の振動がなく乗り心地が向上した。エレクトロライナーの外観はパイオニア・ゼファーに似た流線型をしているが、ノースショアー線の従来型の車両以上の速度で走ることはできなかった。半室の運転台に隣接する先頭の座席からは、ドアが開け放されていれば旅客はデンプスター・ストリートからノース・シカゴ・ジャンクションまでの長い直線区間において速度計が時速90マイル(およそ時速144km)を指すのが見られた。1941年に車両を受領した際に行われた試運転で、最高速度を測るため主電動機の出力を最大にした。この際に時速110マイル(時速180km)を少し超える速度まで到達したものの、踏切が閉まりきる前に踏切を通過する危険な状況となってしまった。このためエレクトロライナーの最高速度は時速90マイル(時速140km)に制限された。
鉄道友の会参与の白井昭は、エレクトロライナーのおよそ15年後に製造され日本の高速電車の先駆けとなった小田急ロマンスカーSE車について、この電車が影響を与えた可能性を指摘している。

## 歴史
ノースショアー線の1940年の財務状況は悪く、倒産の淵に立たされていた。世界恐慌の影響がまだ感じられ、また近接するシカゴ・アンド・ノース・ウェスタン鉄道やミルウォーキー鉄道などとの競争にさらされていた。すべての設備は1920年代には建設されていて摩耗が進んでいた。しかし、ノースショアー線はシカゴとエヴァンストンの境界からシカゴ・Lのループにある利便性の高い駅の間を走っていた。ノースショアー線の労働組合に加入している労働者たちは路線がなくなれば職を失うことを心配しており、旅客輸送を活気づけるために新しい流線型電車を導入することを経営陣が提案した時、従業員は給与を削減することに同意した。この電車はセントルイス・カー・カンパニーとノースショアー線の技術職の人々によって設計された。1941年に車両が到着すると一般の人々からは好評であり、景気も回復し始めていた。収入は増加し、古い設備は改装され外観や快適性が向上し、ノースショアー線は中西部のありふれたインターアーバンから二つの主要都市の間を高速で走る高速の近郊通勤路線へと変化した。1960年代になると、高速道路との競争により客を奪われ、収入は激減し、維持費や運営費が増大し1963年1月に路線は廃線となってしまった

## リバティーライナー

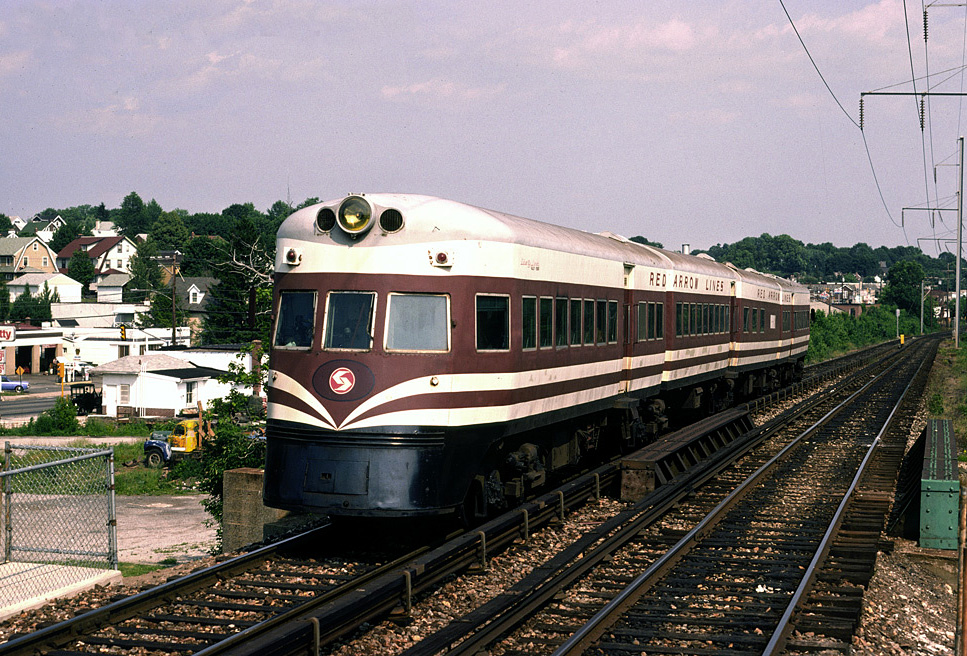
本線上をいくリバティーライナー。前頭部にSEPTAのロゴマークをつけている

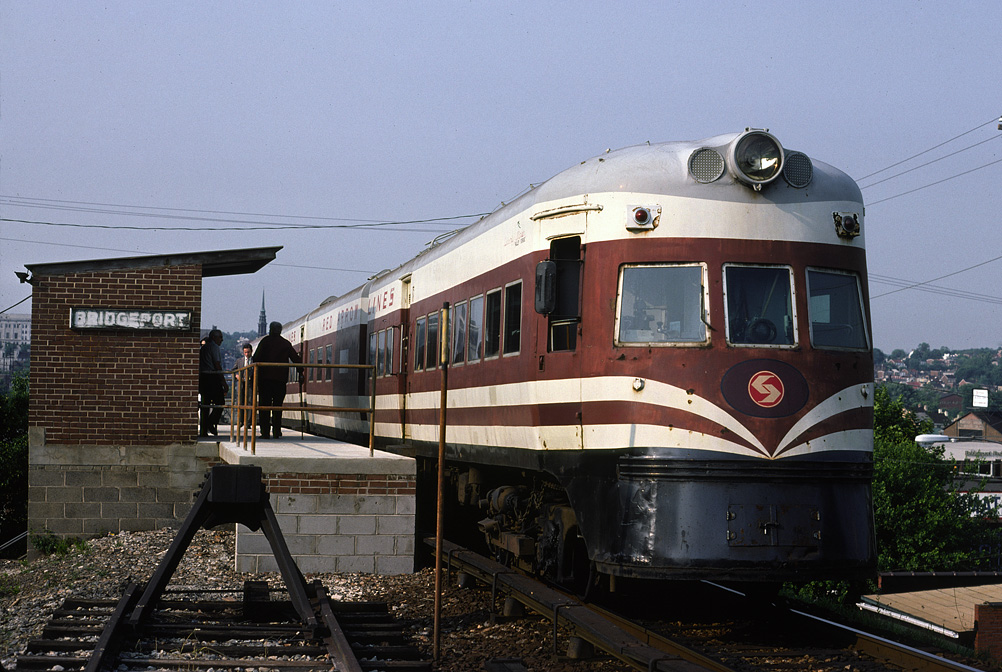
SEPTAのブリッジポート駅とリバティーライナー（1976年）

1963年1月、シカゴ・ノースショア・アンド・ミルウォーキー鉄道での運行が終了すると、エレクトロライナーはレッドアローラインズとして知られるフィラデルフィア・サブアーバン・トランスポーテーション（現南東ペンシルベニア交通局、通称SEPTA）へ2編成とも売却され、リバティーライナーとして運行された。トロリーポールとステップは撤去され、中間車にも扉が追加された。第三軌条と高床ホームが用いられているペンシルベニア州アッパー・ダービーとノリスタウンを結ぶノリスタウン高速線で運用するため集電靴が更新された。タバーン・ラウンジカーは営業を続けていて、朝は朝食を、夜は飲料やおつまみを提供していた。801-802編成は「バレー・フォージ」（Valley Forge）、803-804は「インディペンデンス・ホール」（Independence Hall）と呼ばれた。
1976年に引退した。

## 保存

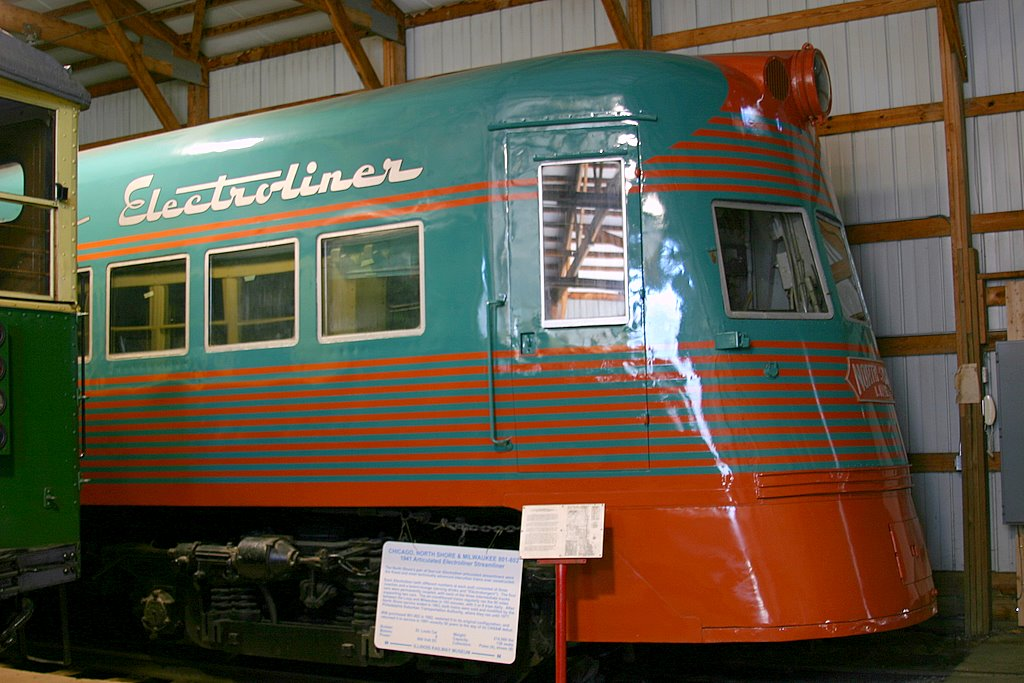
イリノイ鉄道博物館の収蔵庫内で動態復帰を待つエレクトロライナー

エレクトロライナー801-802は1960年代の初期の状態に復元され、イリノイ鉄道博物館に保存されている。この保存車について、同博物館ではエレクトロライナーのデビュー75周年を迎える2016年に動態復元させることを目指しており、公式サイト上で一口25ドルより寄付を募っている。
エレクトロライナー 803-804,はペンシルベニア州オービソニアにあるロックヒル・トロリー博物館にリバティライナー「インディペンデンス・ホール」として保存されている。

## 関連商品
Con-CorからHOスケールで、MTHからOスケールで発売されている。かつて真鍮製品が複数の会社から発売されていた。